# Vilanterol
Vilanterol ist ein Arzneistoff aus der Gruppe der β2-Sympathomimetika, der in der Behandlung von Asthma bronchiale und der COPD eingesetzt wird. Vilanterol selbst wird nicht als Einzelpräparat, sondern als Pulverinhalator entweder in Kombination mit dem Corticosteroid Fluticasonfuroat oder Umeclidiniumbromid, einem Anticholinergikum eingesetzt.

## Klinische Angaben

### Art und Dauer der Anwendung
Vilanterol wird durch Inhalation aufgenommen. Für eine Therapie werden in der Fixkombination 22 µg des Wirkstoffes aufgenommen.

### Wechselwirkungen mit anderen Medikamenten
Es ist bekannt, dass Betablocker die Wirkung von Vilanterol reduzieren kann (Abschwächung oder Aufhebung), adrenerge Wirkstoffe (wirken auf Adrenozeptoren) dagegen erhöhen diese. Die Metabolisierung von Vilanterol wird durch starke CYP3A4-Hemmer (Ketoconazol, Clarithromycin, Ritonavir) verlangsamt, so dass der Wirkstoff länger aktiv ist und damit das Risiko für Nebenwirkungen erhöht wird. Es ist ferner möglich, dass eine durch Vilanterol verursachter Kaliummangel durch Arzneimittel verstärkt wird, die diesen Mangel ebenfalls verursachen können (z. B. Methylxanthin-Derivate oder Steroide).

### Anwendung während Schwangerschaft und Stillzeit
In tierexperimentelle Studien wurde für Vilanterol eine Reproduktionstoxizität nachgewiesen. Daher ist die Anwendung beim Menschen nur bei positiver Nutzen-Risiko-Abwägung angebracht.
Ob Vilanterol in die Muttermilch übergehen kann (analog anderer β2-Sympathomimetika) ist nicht bekannt.

### Unerwünschte Wirkungen (Nebenwirkungen)
Da Vilanterol immer in Fixkombination verabreicht wird, ist eine eindeutige Zuordnung bei Nebenwirkungen erschwert.
- In Kombination mit Fluticasonfuroat (Relvar®) sind folgende Nebenwirkungen bekannt:
  - sehr häufig: Kopfschmerzen, Entzündung der Nasen- und Rachen-Schleimhaut (Nasopharyngitis).
  - häufig: Lungenentzündung, Infektionen der oberen Atemwege, Bronchitis, Grippe, Kandidose im Mund- und Rachenraum, Schmerzen in den oberen Atemwegen, Nasennebenhöhlenentzündung, Rachenentzündung, Schnupfen, Husten, Heiserkeit, Bauchschmerzen, Frakturen, Fieber und Gelenkschmerzen

- In Kombination mit Umeclidiniumbromid (Anoro®) sind folgende Nebenwirkungen bekannt:
  - häufig: Kopfschmerzen, Husten, Entzündung der Nasen- und Rachen-Schleimhaut, Schmerzen in den oberen Atemwegen, Nasennebenhöhlenentzündung, Rachenentzündung, Infektion der Harnwege, trockenem Mund und Verstopfung.
  - gelegentlich: Hautausschlag, verschiedene Herzrhythmusstörung (Vorhofflimmern, supraventrikuläre Tachykardien und Extrasystolen sowie idioventrikuläre Rhythmen)

Ferner besteht bei der Inhalation die Gefahr eines paradoxen Bronchospasmus. Es ist auch möglich, dass Vilanterol einen Kaliummangel hervorruft.

## Pharmakologische Eigenschaften

### Wirkungsmechanismus (Pharmakodynamik)
Vilanterol (sowie Fluticasonfuroat bzw. Umeclidiniumbromid) wirken örtlich auf die Atemwege. In der Zellen der Atemwege bewirkt Vilanterol eine Aktivierung der Adenylylcyclase, so dass vermehrt cAMP verfügbar wird. cAMP ist ein Botenstoff, der zur Entspannung und Erschlaffen der glatten Muskulatur der Atemwege führt.
Daneben hemmt Vilanterol eine Entzündungsreaktion im Rahmen einer allergischen Sofortreaktion, insbesondere aus den sogenannten Mastzellen.

### Aufnahme und Verteilung im Körper (Pharmakokinetik)
Vilanterol wird per Inhalation aufgenommen, die Bioverfügbarkeit liegt bei 27 %. Im Körper wird der Wirkstoff mittels CYP3A4 weiter verstoffwechselt, so dass er dann als Substrat der PGP-Pumpe aus der Zelle gebracht wird. Schließlich wird Vilanterol in Form von Metaboliten durch den Urin ausgeschieden. Die Halbwertszeit beträgt etwa 11 Stunden.

## Handelsnamen
Kombinationspräparate
- Als Pulverinhalator in Kombination mit Fluticasonfuroat: Relvar (D, CH)
- Als Pulverinhalator in Kombination mit Umeclidiniumbromid: Anoro (D, CH)
- Als Pulverinhalator in Kombination mit Fluticasonfuroat und Umeclidiniumbromid: Elebrato, Trelegy (D, CH)